# Edward Próchniak

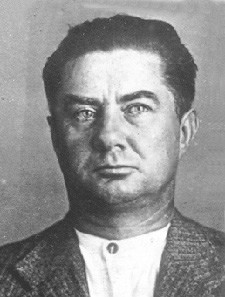
Edward Próchniak po aresztowaniu przez NKWD w 1937

Edward Próchniak, ros. Эдвард Прухняк, ps. Sewer (ur. 4 grudnia 1888 w Puławach, zm. 21 sierpnia 1937 w Moskwie) – polski i radziecki komunista, w 1920 członek Tymczasowego Komitetu Rewolucyjnego Polski, członek Komitetu Centralnego Komunistycznej Partii Polski.

## Życiorys
W 1903 wstąpił do Socjaldemokracji Królestwa Polskiego i Litwy, uczestniczył w rewolucji 1905. Edukację partyjną pobierał w szkole w Longjumeau pod Paryżem. W 1900 i 1912 więziony w był w X Pawilonie Cytadeli Warszawskiej.
Po rewolucji październikowej członek sekcji polskiej Rosyjskiej Partii Komunistycznej(b) oraz przewodniczący departamentu polskiego w Ludowym Komisariacie do spraw Narodowości.
Od 16 grudnia 1918 członek Komunistycznej Partii Robotniczej Polski. W 1920 powołany w skład marionetkowego Tymczasowego Komitetu Rewolucyjnego Polski w Białymstoku. Po klęsce Armii Czerwonej w wojnie polsko-bolszewickiej przebywał w Rosji Sowieckiej i ZSRR, mieszkał w Moskwie.
W okresie „wielkiej czystki” aresztowany przez NKWD 8 lipca 1937. 21 sierpnia 1937 skazany na śmierć przez Kolegium Wojskowe Sądu Najwyższego ZSRR z zarzutu „udziału w organizacji kontrrewolucyjnej”, stracony tego samego dnia. Skremowany na Cmentarzu Dońskim i tam pochowany anonimowo.
Zrehabilitowany 7 maja 1955 postanowieniem Kolegium Wojskowego Sądu Najwyższego ZSRR.